# Etheostoma autumnale
Etheostoma autumnale är en fiskart som beskrevs av Richard L. Mayden 2010. Etheostoma autumnale ingår i släktet Etheostoma och familjen abborrfiskar. Inga underarter finns listade i Catalogue of Life.